# Sòstrat de Quios
Sòstrat de Quios (en llatí Sòstratus, en grec antic Σώστρατος) va ser un escultor grec nascut a Quios, mestre de Panties i el sisè d'una sèrie de set artistes iniciada per Arístocles de Sició i acabada per Panties, segons diu Pausànias. Va viure a l'entorn de la 95a Olimpíada, és a dir cap a l'any 400 aC.
Pausànias només menciona el seu nom, però Polibi diu que va fer una estàtua de bronze d'Atena, juntament amb Hecatòdor, que es va dedicar a la ciutat d'Alifera a Arcàdia. Hecatòdor és completament desconegut i no apareix esmentat enlloc més. Pausànias en canvi diu que aquesta estàtua la va esculpir Hipatòdoros, un artista que va florir cap a l'any 372 aC.